# "Maria" sa' Judas
"Maria" sa' Judas är en psalm vars text och musik är skriven av Sydney Carter 1964. Texten översattes till svenska 1968 av Anders Frostenson.
Texten bygger på bibelberättelsen i Markusevangeliet 14:3-9 och Johannesevangeliet 12:1-8 där "en kvinna" (Markus evangelium) eller "Maria från Betania" (Johannes evangelium) smörjer Jesu fötter med en dyrbar nardus-olja. Detta kritiseras som slösaktigt av Judas Iskariot, men Jesus säger ”Låt henne vara; må hon få fullgöra detta för min begravningsdag. De fattiga haven I ju alltid ibland eder, men mig haven I icke alltid.” När sången sjunges blir den en påminnelse om händelsen samt Jesu avslutande ord i Markus 14:9 "Varhelst i hela världen evangelium bliver predikat, där skall ock det som hon nu har gjort bliva omtalat, henne till åminnelse".

## Publicerad i
- Psalmer i 90-talet som nr 872 under rubriken "Gemenskapen med Gud och Kristus"
- Psalmer i 2000-talet som nr 948 under rubriken "Gemenskapen med Gud och Kristus"